# Kościół Nawiedzenia Najświętszej Marii Panny w Lublanie
Kościół Nawiedzenia Najświętszej Marii Panny w Lublanie (słoweń. Cerkev Marijinega obiskanja na Rožniku) – franciszkański kościół filialny, znajdujący się w Lublanie w Rožniku.

## Historia
Pierwsze wzmianki o kościele na wzgórzu Rožnik pochodzą z 1461, kiedy to znajdował się w tym miejscu gotycki kościół filialny parafii św. Piotra. W XVII wieku kościół miał trzy ołtarze Matki Bożej – patronki kościoła, Narodzin Chrystusa i św. Jana Chrzciciela.
Na miejscu kościoła gotyckiego, w latach 1740–1746 wybudowany został obecny, barokowy kościół. Pracami kierował budowniczy Abondi Donina. Projekt kościoła przypisywany jest architektowi Candidzie Zulliani, być może zaangażowany był w niego również architekt Matija Persky. Prace kamieniarskie wykonywali Franc Grumnik (do 1744), a następnie Lodovico Bombasi. Kościół konsekrowano 13 sierpnia 1747.
W wyniku reform józefińskich kościół został w 1785 zamknięty, a w 1809 zniszczony przez wojska napoleońskie. Ocalałe wyposażenie przeniesiono wówczas do kościoła św. Piotra. Kościół w Rožniku ponownie otwarto w 1814, wówczas przeniesiono z powrotem zachowane elementy oryginalnego wyposażenia.
W 1823 kościół został gruntownie wyremontowany, wówczas to jego elewacje otrzymały nowe pilastrowe podziały.
Od 1826 kościół jest w rękach zakonu franciszkanów. W 1836 stał się kościołem filialnym i nadano mu nowe wezwanie – Nawiedzenia Najświętszej Marii Panny.
W końcu XIX przeprowadzono prace we wnętrzu kościoła. Wtedy to wykonano trzy nowe ołtarze oraz neorenesansową ambonę.

## Wyposażenie
Trzy obrazy ołtarzowe namalował w 1746 malarz Valentin Metzinger. Obraz z ołtarza maryjnego zaginął, zastąpił go inny wykonany przez Jurija Szubicę ok. 1887–1888 (w ołtarzu znajduje się obecnie kopia z 1944). Obraz Świętych Kosmy i Damiana przechowywany jest obecnie w klasztorze franciszkanów w Lublanie, trzeci obraz przedstawiający św. Marię Magdalenę znajduje się w prawym bocznym ołtarzu.
Ołtarze i ambona wykonane zostały pod koniec XIX wieku. Stacje drogi krzyżowej namalował Janeza Potočnik w 1802.